# Mick Dierdorff
Mick Dierdorff (Bellevue (Washington), 30 april 1991) is een Amerikaanse snowboarder. Hij vertegenwoordigde zijn vaderland op de Olympische Winterspelen 2018 in Pyeongchang.

## Carrière
Bij zijn wereldbekerdebuut, in september 2009 in Chapelco, scoorde Dierdorff direct wereldbekerpunten. In maart 2014 behaalde de Amerikaan in La Molina zijn eerste toptienklassering in een wereldbekerwedstrijd. In september 2017 stond hij in Cerro Catedral voor de eerste maal in zijn carrière op het podium van een wereldbekerwedstrijd. Tijdens de Olympische Winterspelen van 2018 in Pyeongchang eindigde Dierdorff als vijfde op de snowboardcross.
Op de FIS wereldkampioenschappen snowboarden 2019 in Park City werd de Amerikaan wereldkampioen op de snowboardcross, samen met Lindsey Jacobellis behaalde hij de wereldtitel op de snowboardcross voor teams. In Idre Fjäll nam hij deel aan de FIS wereldkampioenschappen snowboarden 2021. Op dit toernooi eindigde hij als achttiende op de snowboardcross.

## Resultaten

### Olympische Winterspelen
| Jaar | Plaats      | Resultaten        |
| ---- | ----------- | ----------------- |
| 2018 | Pyeongchang | 5e Snowboardcross |

### Wereldkampioenschappen
| Jaar | Plaats     | Resultaten                           |
| ---- | ---------- | ------------------------------------ |
| 2019 | Park City  | Snowboardcross · Snowboardcross team |
| 2021 | Idre Fjäll | 18e Snowboardcross                   |

### Wereldbeker
Eindklasseringen
| Seizoen   | Algm | SBX |
| --------- | ---- | --- |
| 2009/2010 | 220e | 50e |
| 2010/2011 | 130e | 69e |
| 2011/2012 | –    | 87e |
| 2012/2013 | –    | 64e |
| 2013/2014 | –    | 22e |
| 2014/2015 | –    | 17e |
| 2015/2016 | –    | 19e |
| 2016/2017 | –    | 35e |
| 2017/2018 | –    | 7e  |
| 2018/2019 | –    | 13e |
| 2019/2020 | –    | 31e |